# Pasiphila plinthina
Pasiphila plinthina là một loài bướm đêm trong họ Geometridae.